# 公孫瓚
公孫 瓚（こうそん さん、拼音: Gōngsūn Zàn、? - 建安4年3月（199年4月））は、中国後漢末期の武将。字は伯圭、または伯珪。幽州遼西郡令支県（現在の河北省遷安市）の出身。従弟は公孫範・公孫越。子は公孫続ら。『三国志』魏志、および『後漢書』に伝がある。
後漢末期の動乱で有力な将軍として頭角を現し、後に群雄として割拠した。河北の支配権をめぐって袁紹と争うが、劉虞を殺害するなどしたため人心を失い、最後は袁紹に敗れて自害した。

## 生涯

### 北方の勇将
先祖代々二千石（郡太守クラス）であった有力豪族の子として生まれたが、生母の身分が低かったので、あまり厚遇されなかった。若い頃に、遼西郡の門下書佐に任命された。聡明で、声が大きく、容姿が優れていたという。弁舌さわやかで頭の回転も速く、物事の説明も巧みであったという（『典略』）。太守の侯氏から惚れ込まれ、侯氏の娘婿となる。そして侯氏の援助で涿郡の盧植の下で経書・兵学を学んだ。このときの学友に数歳年下の劉備と高誘がいる（蜀志「先主伝」など）。同時に劉寛のもとでも学問を習った。
太守の劉氏（名は劉其、または劉基）が法律に触れて廷吏に連行されたとき、公孫瓚は法に触れる危険を犯してこれに随行し、雑役を代わって務めた。劉氏が日南郡に流罪となりそうになると、公孫瓚はこれに随行するため北邙山の上で先祖を祭り、米と肉を捧げて涙を流し祈った。人々はこの姿を見て涙を流した。結局、劉氏は赦免を受けて帰還することができた。
公孫瓚は孝廉に推挙されて郎となり、遼東属国長史となった。数十騎の小勢を率いて城外に出て辺境の砦を巡察したとき、数百騎を率いた鮮卑族の一団を見かけた。これを自ら突撃して半数の手勢を失うも撃退した。鮮卑はこの後、国境を侵すことは稀になったという。公孫瓚は涿県県令となった。
光和年間に涼州で反乱が起きた。中平2年（185年）に涼州地方で韓遂・辺章の反乱があった際、張温が車騎将軍に任命されて孫堅・陶謙らを参謀に迎え、袁滂・周慎と共に軍勢を率いて董卓と合流し鎮圧に向かった。しかし張温は、元の中山太守であった張純が討伐に従軍したいと希望していることを知りながら、これを聞き容れず公孫瓚を抜擢した。中平3年（186年）、張温の討伐軍への援軍として、朝廷は幽州の突騎3,000人の出動を命じた。このとき公孫瓚は都督行事の割符を与えられ、突騎兵の指揮を任された。公孫瓚が薊まで来たところで、この待遇に不満を持った張純は「弥天安定王」と称し同郷の元泰山太守の張挙と烏桓（烏桓族、烏丸とも）の大人（地位の高い、いわゆるリーダー、族長）丘力居らと共に反乱を起こし、右北平郡と遼西郡を荒らしまわった（張純の乱）。この反乱軍には中央政権に不満を抱く漢民族も加わり、総勢は10万近くに及んだとされる。
公孫瓚は配下を率いて張純らを攻撃し撃破したため、騎都尉となった。更に反乱を繰り返す張純に公孫瓚は攻撃を仕掛け、遼東付近でこれを攻め破り（石門合戦）、誘拐・捕虜とされていた人民らを素早く救出し、さらに長城を越えて反乱軍を追撃した。だが、深入りしすぎたために今度は逆に反乱軍の包囲を受け、数百日の激闘の末、食糧が尽きて両軍ともに撤退することになった。
張温や公孫瓚らは張純軍を鎮圧するに至らなかった。局面の打開を図ろうと考えた朝廷は、中平5年（188年）に宗正の劉虞を幽州牧に任命して平定に当たらせた。劉虞は丘力居に対し、懐柔策を用いて張純との離間を謀った。元来、劉虞が徳厚く信望を集める人柄であり、烏桓の間でも人望が厚かったため、丘力居は同年早々に劉虞の下へ帰順した。
この劉虞の懐柔による反乱平定の際に、公孫瓚は自身の功績を劉虞に奪われることを恐れ、劉虞と烏桓族の交渉を妨害した。この反乱の経緯から、公孫瓚と劉虞の対立が始まり、それが後に大きな動乱を招く一因となった。
その後、烏桓族の貪至王が騎馬部族を率いて公孫瓚に降伏したため、自軍へ編入した。その功で中郎将・都亭侯となった。公孫瓚は遼東属国に駐屯し、異民族と5～6年の間、戦闘を繰り広げた。

### 劉虞との対立
烏桓族の丘力居がこの間、青州・徐州・幽州・冀州を荒らし回ったが、公孫瓚は対応ができなかった。朝廷は幽州刺史の経験のあった劉虞を幽州牧に任命してこれに当たらせた。劉虞は丘力居を説得し、張純の首を差し出させて帰順させようとし、丘力居もこれを受け入れようとした。公孫瓚はこれを阻止するため丘力居の降参の使者を捕らえて殺害したが、次の使者は間道を通って劉虞に降参の意向を伝えたので、劉虞は諸地に駐屯していた軍を引き上げるとともに、公孫瓚のみを留めて歩兵と騎兵1万を率いさせて右北平に駐屯させた。張純は妻子を捨てて鮮卑を頼って逃走したが、中平6年（189年）3月に食客の王政によって殺害された。劉虞はこの功績で太尉に昇進した。後に董卓の推挙によって公孫瓚は奮武将軍・薊侯に封ぜられた。
異民族に対し恩徳を以た懐柔策を採る劉虞に対し、公孫瓚は「異民族は制御し難いものであるゆえに、彼等が服従しないことをもって討伐すべき。若し今彼等に恩徳を与えたら、益々漢室を軽視するに違いない。劉虞の政策は一時の功名は立てても、長期的戦略ではない」と考えていたため、劉虞が鮮卑族に対して与えた恩賞を常に略奪していた。劉虞は公孫瓚に会見を申込むも、いつも仮病を使って無視されていた（『魏氏春秋』）。
関東において袁紹・韓馥らが義兵を挙げると、董卓は長安に遷都すると同時に劉虞を中央に呼び寄せようとした。また、袁紹らも劉虞を擁立し皇帝に祭り上げようとし、それが拒絶されると、尚書の事務を担当させ官爵の任命を行わせようとした。献帝は洛陽に帰還するため、劉虞の子の劉和を長安から脱出させて劉虞の軍事協力を仰ごうとした。
劉和は武関を抜け出したが、南陽で袁術に抑留された。袁術が劉虞の軍勢を手に入れるために、劉和に手紙を書かせて援軍を要請させたところ、劉虞は数千の騎兵を派遣することに決めた。公孫瓚は袁術の狙いが分かったためこれに反対したが、劉虞の決心が変わらなかったため、自身も袁術の歓心を得るため、従弟の公孫越に数千の騎兵を率いさせ、劉虞の軍に同行させた。公孫瓚はさらに袁術に密使を送って同盟を結び、劉虞の軍の強奪に加担しようとした。このことがあって、劉虞とは不和となったという。
このころ、公孫瓚は、反董卓の義兵に加わると称して安平に駐屯していた韓馥を攻撃し、これを破った。進退に窮した韓馥は袁紹を頼ったという（魏志「袁紹伝」）。
公孫瓚は冀州の住民が袁紹に靡くことに不安を持っていたが、趙雲が義勇兵を引き連れて自分の元を訪れると喜んで歓待したという（蜀志「趙雲伝」が引く『趙雲別伝』）。

### 袁紹との戦い
初平2年（191年）、黄巾賊の残党30万が勃海郡の郡境付近から侵入した。公孫瓚は2万の兵を率いてこれを迎撃。東光の南において包囲してくる敵軍を悉く撃破すると、黄巾賊は輜重車を捨てて敗走、清河を渡り逃げようとする黄巾賊に猛烈な追撃をかけ、数万の兵と将を討ち取ると共に大量の捕虜と軍需物資を手に入れた。
袁術とその部将の孫堅は豫州を巡り袁紹と対立していた。あるとき、袁紹の部将の周昂が陽城の孫堅の陣地を奪取した報復として、袁術の元に出向いていた公孫越は袁術の指示で孫堅と共に周昂を攻撃するが勝てず、公孫越は戦死してしまう（陽城の戦い）。公孫瓚はこの知らせを聞き激怒し磐河まで出兵したという。
公孫瓚の勢いに恐れを抱いた袁紹は、その従弟の公孫範に渤海太守の印綬を送り、渤海太守にした上で講和を図った。しかし、公孫範は渤海郡の郡兵を手に入れると、青州や徐州の黄巾賊の勢力を吸収して公孫瓚の軍勢に加わった。勢いに乗った公孫瓚は上奏して袁紹の非を鳴らすと共に（『典略』）、田楷・厳綱・単経といった自分の息のかかった人物を青州・冀州・兗州の刺史に任命し、郡や県の長官も勝手に任命した。
界橋まで進軍した公孫瓚を袁紹は広川に陣を敷いて迎え撃った。公孫瓚軍の布陣は、中央に歩兵3万余が方陣を敷き、その左右を騎兵1万余が固めるというものであった。袁紹軍の布陣は先陣の麴義が楯を構えた兵士八百人と一千張の強弩隊を率い、その後に袁紹自身が率いる数万の歩兵が続いた。羌族の（騎兵）戦術を熟知した麴義の奮闘により、公孫瓚軍は武将の厳綱が捕虜になるなど大敗して渤海に敗走した（界橋の戦い）。
その後、崔巨業らが率いる数万の袁紹軍によって故安城が包囲されるもののこれを守り切り、撤退する袁紹軍を公孫瓚・田楷ら3万の軍勢が追撃し、巨馬水において大いに打ち破った。公孫瓚は勝ちに乗じてまたも南進し、各郡県を猛烈な勢いで攻め落とし進んでくると、袁紹は数万の軍勢を派遣して2年余りの長期戦と化すが、最後は公孫瓚の敗北という形で決着し、公孫瓚は公孫範と共に薊へ逃げ帰った（『後漢書』「公孫瓚伝」）。
公孫瓚は同時期に袁術の求めに応じて、劉備を高唐に、単経を平原に、陶謙を発干に駐屯させたが、すべて袁紹の命令を受けた曹操に打ち破られたという（「武帝紀」）。公孫瓚は劉備を別部司馬に任命して、劉備に趙雲を随行させて青州方面の田楷の援軍に赴かせている（蜀志「先主伝」、蜀志「趙雲伝」）。後に劉備は徐州の陶謙の元に援軍に赴いたまま、豫州刺史に推挙されて戻らなかったが、その部下の田豫が帰郷して後に公孫瓚に仕えている（蜀志「先主伝」、魏志「陶謙伝」、魏志「田豫伝」）。趙雲も兄の喪に服するために公孫瓚の元を離れている（蜀志「趙雲伝」が引く『趙雲別伝』）。
薊には州庁があり、劉虞の城の東南に公孫瓚は小さい城を造営し、そこを拠点とした。劉虞と公孫瓚との敵意は次第に高まっていったという。

### 劉虞の殺害
やがて劉虞は公孫瓚が乱を起こすことを警戒し、異民族らと連携し数万余の大軍を集め公孫瓚を攻撃した。しかし、劉虞の幕僚である公孫紀が侵攻作戦の詳細を公孫瓚に流すと、公孫瓚は精鋭騎兵数100を選りすぐり、戦闘による被害の拡大の防止に気を取られていた劉虞に対して奇襲をかけて散々に打ち破り、劉虞が居庸に逃れた後も執拗に追撃をかけ、遂に劉虞を捕らえ、薊に連れて帰った（魏志「公孫瓚伝」、『後漢書』「劉虞伝」、「公孫瓚伝」）。
この頃、董卓が死去し、長安の朝廷は劉虞に六州を任せようとし使者の段訓を派遣した。公孫瓚もこのとき前将軍・易侯に封じられたが、公孫瓚はさらに段訓を脅迫して劉虞が皇帝を僭称しようとしたと誣告し、劉虞を一族もろとも処刑し、上書して段訓を代わりの幽州刺史とした。公孫瓚は驕り高ぶり、他人の過ちを記憶し、善行を忘れたので、多くの者が害された。劉虞の使者として長安に赴いていた田疇は、劉虞のために哭礼を行ったため公孫瓚に捕らえられたが、後に釈放されている（魏志「田疇伝」）。
劉虞の臣下の多くが殺害されたが（『英雄記』）、劉虞の旧臣の漁陽の鮮于輔らは閻柔を烏桓司馬に推して烏桓・鮮卑と手を組み数万の兵力を集め、公孫瓚が任命した漁陽太守の鄒丹を斬るなど公孫瓚への反撃を開始した。袁紹は劉虞の子の劉和を擁立し、麴義に命令して鮮于輔らを支援し公孫瓚を攻撃した。公孫瓚は鮑丘の戦いで敗れると、易京城に撤退して籠城することを余儀なくされた。

### 易京の戦い
易京城は10年分の兵糧を蓄え、幾層もの城壁を備える堅城であった。公孫瓚は「兵法には百の城楼は攻撃しないとあるが、現在自分の城楼は千重にもなっている。（農事に励んで蓄えた）この穀物を食い尽くしている間に天下の事態の行方を知ることが出来よう」と言ったという。1年余りの対峙の末、食糧が尽きて撤退しようとする麴義と劉和の軍に公孫瓚は追撃しこれを大破した。その後も袁紹の軍を防ぎ続けた。
袁紹は公孫瓚に降伏を勧告したが、公孫瓚は返事を書かずに軍備を増強し、側近の関靖に対し自分の力を誇示したという（『漢晋春秋』）。公孫瓚やその諸将はそれぞれが高い楼閣を築き、そこに居住したが、公孫瓚は側近を遠ざけ、下女や側室に囲まれて暮らし、公文書も下から吊り上げさせたという（『英雄記』）。
あるとき、公孫瓚の別将で敵軍に包囲された者が居たが、公孫瓚は救援軍を送らなかった。曰く「1人を救援すれば、後の大将達が救援を当てにして全力で戦わない様になってしまう。今、救援しない（で見殺しにする）ことで後の大将達は肝に銘じ自ら励む様になる筈だ」とのこと。そのため、袁紹が北に進軍を開始した時、国境線上に在った別営では、全力で護っても自力では護りきれない上に救援軍も決して遣って来ないことを知っていたから、自軍の指揮官を殺害して自壊するか袁紹軍にあっさり撃破されるかで、袁紹軍は真っ直ぐに易京の門に到達し得たのである（『英雄記』）。
その後、袁紹が大軍を率いて攻めてくると、公孫瓚は最初は自身が突騎兵を率いて出撃し包囲網を突破して城外の張燕・公孫続と合流して袁紹軍を背後を突く計画を練るが、関靖に止められた。公孫瓚は結局城内から公孫続に密使を送り、内外から呼応する作戦を立てたが、密使が袁紹の斥候に捕らえられて計画が漏れ、出撃するも伏兵により惨敗を喫した。袁紹は地下道を掘って易京を攻め、公孫瓚らが居住する楼閣を突き崩した（『英雄記』）。最期に公孫瓚は居城に火を放ち妻や子らを刺し殺し、自らも自害して果てた。建安4年（199年）3月のことだった。
袁紹は公孫瓚やそれに殉じた関靖らの首を許都に送ったという（『漢晋春秋』）。
小説『三国志演義』では、反董卓連合の諸侯の1人として登場し、旧知の劉備をいろいろと援助する恩人として描かれている。呂布と一騎討ちに及んで敗れたり、袁紹配下の武将の文醜や麴義に自慢の白馬義従を破られ逃げ回るなど窮地に陥ることが多いが、そのたびに劉備・関羽・張飛の三兄弟や趙雲に救われる。曹操と劉備が英雄を論じた宴席の最中、河北の偵察に赴いた満寵が公孫瓚の敗死を知らせてきたため、劉備は公孫瓚の仇を討つという名目で、袁紹の弟の袁術を徐州で待ち受けることを願い出、曹操の許可を得て再び群雄として自立することになる。

## 人物・逸話
- 公孫瓚は武勇に優れ白馬に乗っていた。また公孫瓚は降伏させた烏桓族から、騎射のできる兵士を選りすぐって白馬に乗せ「白馬義従」と名づけたので、異民族から「白馬長史」と恐れられた（魏志「袁紹伝」が引く『英雄記』）。
- 公孫瓚は役人の家の子弟に優秀な人材がいると、決まって故意に困窮に陥れ、凡庸な者を重用した。公孫瓚は「役人の家の子弟や立派な人物を取り立てて、彼らを富貴にしてやったとしても、自分がそのような官職につくのは（名声や実力から見て）当然だと考え、わしがよくしてやっていることに対して感謝しないだろう」と理由を挙げている。特に元・占い師、絹商人、その土地の豪商ら3人と義兄弟の契りを結び（この3人は巨万の富を有した大金持ちであった）、彼等と姻戚関係を結んでいた[16]。公孫瓚の敗死は迫害した名士層が袁紹に付いたためでもある。
- 公孫瓚が寵愛する商人たちは至る所で悪事を働いたので、百姓たちに怨まれ、代郡・広陽郡・上谷郡・右北平郡は公孫瓚に反逆してその長吏を殺し、鮮于輔らと合流した（『後漢書』公孫瓚伝）。
- 鮮于輔と袁紹によって易京に追い込まれた公孫瓚は、常軌を逸脱した憂慮をするようになり、鉄の門を構えて高台に住み、七歳以上の男子は立ち入り禁止にした。側妾だけが公孫瓚に侍り、文書は全て下から縄で汲み上げて読み、大声を出すよう訓練した女性たちに数百歩離れた距離から報告させ、それで命令を伝えることにした。賓客も遠ざけ、誰も信頼しようとしなかったので、部下たちは少しずつ離叛していった（『後漢書』公孫瓚伝）。

## 関連人物
親族
- 公孫越（従弟）
- 公孫範（従弟）
- 侯氏（妻）
- 公孫続（子）
- 劉緯台（義兄弟）
- 李移子（義兄弟）
- 楽何当（義兄弟）

最期に妻と他の子供も公孫瓚に殺された
所属配下
| - 王門 - 関靖 - 季雍 - 厳綱 - 鄒丹 - 単経 | - 孫伉 - 趙雲 - 張吉 - 田楷 - 田豫 - 范方 | - 文則 - 李邵 - 劉備 |